# 荒川區
荒川区（日语：／ Arakawa ku */?）是日本東京都區部之中的一个行政区。

## 概要
位於東京23區中央偏東北的位置，是東京特別區中町數最少的一區。

## 人口
| 荒川區人口分布圖 |                                               |  |
| 荒川區與日本全國年齡別人口分布比較圖 （2005年資料） | 荒川區的年齡、男女別人口分布圖 （2005年資料） |  |
| ■紫色是荒川區 ■綠色是全国 | ■藍色是男性 ■紅色是女性                       |  |
| 荒川區人口變化 \| 1970年 \| 247,013人 \| \| \| 1975年 \| 217,905人 \| \| \| 1980年 \| 198,126人 \| \| \| 1985年 \| 190,061人 \| \| \| 1990年 \| 184,809人 \| \| \| 1995年 \| 176,886人 \| \| \| 2000年 \| 180,468人 \| \| \| 2005年 \| 191,207人 \| \| \| 2010年 \| 203,296人 \| \| \| 2015年 \| 212,264人 \| \| \| 2020年 \| 217,475人 \| \| |                                               |  |
| 資料來源：日本總務省統計中心提供之人口普查數據 |                                               |  |
| 1970年 | 247,013人                                     |  |
| 1975年 | 217,905人                                     |  |
| 1980年 | 198,126人                                     |  |
| 1985年 | 190,061人                                     |  |
| 1990年 | 184,809人                                     |  |
| 1995年 | 176,886人                                     |  |
| 2000年 | 180,468人                                     |  |
| 2005年 | 191,207人                                     |  |
| 2010年 | 203,296人                                     |  |
| 2015年 | 212,264人                                     |  |
| 2020年 | 217,475人                                     |  |

### 日夜間人口
2005年夜間人口（居住者）為191,163人，區外通勤者與通學生、居住者在內的區內日間人口為184,021人，是夜間人口的0.963倍。區內往區外的通勤者有152,183人，區外往區內的通勤者有47,835人。

## 地理
位于东京都的北东部、东西细长、北部区境与隅田川相吻合。區內多為低地且平坦，日暮里地區有一部分屬山手台地。

### 河川、橋梁
- 隅田川：小台橋、尾久橋、尾竹橋、千住大橋、千住汐入大橋、水神大橋

### 相邻接的行政区
- 北 - 足立區
- 西 - 北区
- 南西 - 文京區
- 南 - 台東區
- 南東 - 墨田區

## 歷史
江戶時代為農村，明治時代起運用荒川水力，開始工業化。
1932年10月1日，隨著東京市域擴張，北豐島郡南千住町、三河島町、尾久町、日暮里町合併成立東京市荒川區。在1945年以前，本區一直是東京市內人口最多的一區（當時人口約28萬〜32萬人）。
1947年5月3日，地方自治法施行，荒川區成為特別區。
現在的荒川區是有著濃厚下町風情的一區，近年針對工廠舊址進行許多大規模再開發與公園整建。尤其南千住地區的再開發是都內規模最大。隨著大型公寓建設浪潮的持續，以前流失的人口逐漸回流。

### 地名由來
來自於河川名的「荒川」。在「荒川放水路」成為荒川主流以前，隅田川稱為荒川。

### 大事件
- 阿部定事件
- 警视厅长官狙击事件

## 地域
區內有52町，在東京23區屬於町數較少的一區
地名
- 町屋（まちや）
- 荒川（あらかわ）
- 西尾久（にしおぐ）
- 西日暮里（にしにっぽり）
- 東尾久（ひがしおぐ）
- 東日暮里（ひがしにっぽり）
- 南千住（みなみせんじゅ）

地域名
- 尾久：西尾久、東尾久的總稱
- 日暮里：西日暮里、東日暮里的總稱

## 行政

### 區長
- 瀧口學（たきぐち がく）2024年11月14日〜，第三任

### 區議會
- 區議會議長：小坂眞三（2012年5月29日就任）
- 區議會席次：32（任期至2015年4月30日）

### 環境議題
參加第6回打造永續地域社會日本環境首都會議（持続可能な地域社会をつくる日本の環境首都コンテスト）。

### 財政狀況
財政需求交付金（補助金）比例超過60%（補助額在23區中名列第11位）。

### 自治體排名
在每年日經BP社等媒體發表的全國自治體排名中，其行政服務排名一直位居前位。
2008年(平成20年)度資訊化與教育領域中，是全國市區町村第一，育兒環境名列全國第二。

### 象徵角色
- あら坊、あらみぃ

## 交流自治體

### 國內
- 釜石市（岩手縣）
- 福島市（福島縣）
- 二本松市（福島縣）－舊安達郡東和町
- 伊達郡桑折町（福島縣）
- 石川郡石川町（福島縣）
- 田村郡小野町（福島縣）
- 筑波市（茨城縣）
- 秩父市（埼玉縣）－舊秩父郡荒川村
- 鴨川市（千葉縣）
- 夷隅郡大多喜町（千葉縣）
- 上越市（新潟縣）－舊中頸城郡吉川町
- 北杜市（山梨縣）－舊北巨摩郡高根町

詳情請參照

### 海外
- 維也納多瑙城 （奧地利）
- 大連市中山區（中華人民共和國）
- 濟州市（大韓民國 濟州道）

## 教育

### 大學
- 首都大學東京荒川校區
- 東京都立產業技術高等專門學校荒川校區

### 高等學校
- 開成高等學校
- 北豐島高等學校
- 荒川工業高等學校
- 竹台高等學校

### 中學校
- 荒川區立第一中學校
- 荒川區立第三中學校
- 荒川區立第四中學校
- 荒川區立第五中學校
- 荒川區立第七中學校
- 荒川區立第九中學校
- 荒川區立尾久八幡中學校
- 荒川區立南千住第二中學校
- 荒川區立原中學校
- 荒川區立諏訪台中學校
- 開成中學校

### 小學校
- 荒川區立瑞光小學校
- 荒川區立第二瑞光小學校
- 荒川區立第三瑞光小學校
- 荒川區立汐入小學校
- 荒川區立第六瑞光小學校
- 荒川區立峽田小學校
- 荒川區立第二峽田小學校
- 荒川區立第三峽田小學校
- 荒川區立第四峽田小學校
- 荒川區立第五峽田小學校
- 荒川區立第七峡田小學校
- 荒川區立第九峽田小學校
- 荒川區立尾久小學校
- 荒川區立尾久西小學校
- 荒川區立尾久第六小學校
- 赤土小學校
- 荒川區立大門小學校
- 荒川區立尾久宮前小學校
- 荒川區立第一日暮里小學校
- 荒川區立第二日暮里小學校
- 荒川區立第三日暮里小學校
- 荒川區立第六日暮里小學校
- 荒川區立日暮小學校（荒川区立ひぐらし小学校）

### 專修學校
- 國際理容美容專門學校
- 學校法人日本醫科學總合學院
- 中央醫療學園專門學校
- 東京針織時裝學院（東京ニットファッションアカデミー）
- 道灌山學園保育福祉專門學校

### 其他學校
- 東京朝鮮第1幼初中級學校中級部
- 東京朝鮮第1幼初中級學校初級部

## 公共機關

### 警察
- 荒川警察署
  - 町屋交番
  - 町屋二丁目交番
  - 町屋五丁目交番
  - 峽田交番
  - 三河島站前交番
  - 日暮里本通交番
  - 東日暮里交番
  - 西日暮里六丁目交番
  - 日暮里站前交番
  - 西日暮里站前交番
- 尾久警察署
  - 熊野前交番
  - 尾竹橋交番
  - 赤土交番
  - 西尾久交番
  - 荒川遊園前交番
- 南千住警察署
  - 南千住站東口交番
  - 南千住一丁目交番
  - 天王前交番
  - 南千住八丁目交番
  - 南千住三丁目交番
  - 南千住地域安全中心

### 消防
- 荒川消防署
  - 音無川消防出張所
  - 日暮里消防出張所
  - 汐入消防出張所
  - 南千住消防出張所
- 尾久消防署
  - 小竹橋消防出張所
  - 下尾久消防出張所

### 郵局

#### 集配郵局
- 荒川郵便局

## 交通

### 鐵路
東日本旅客鐵道（JR東日本）
- 山手線：西日暮里站 - 日暮里站
- 京濱東北線：西日暮里站 - 日暮里站
- 常磐快速線：日暮里站 - 三河島站 - 南千住站

東京都交通局（東京都電車）
- 荒川線：荒川車庫前停留場 - 荒川遊園地前停留場 - 小台停留場 - 宮之前停留場 - 熊野前停留場 - 東尾久三丁目停留場 - 町屋二丁目停留場 - 町屋站前停留場 - 荒川七丁目停留場 - 荒川二丁目停留場 - 荒川區役所前停留場 - 荒川一中前停留場 - 三之輪橋停留場

東京都交通局
- 日暮里-舍人線：日暮里站 - 西日暮里站 - 赤土小學校前站 - 熊野前站

東京地下鐵
- 日比谷線：南千住站
- 千代田線：西日暮里站 - 町屋站

京成電鐵
- 本線：日暮里站 - 新三河島站 - 町屋站

首都圈新都市鐵道
- 筑波快線：南千住站

#### 貨物鐵路
東日本旅客鐵道（JR東日本）、日本貨物鐵道（JR貨物）
- 常磐線貨物支線：三河島站 - 隅田川站（貨物站） - 南千住站

### 路線巴士
- 荒川區社區巴士
- 都營巴士
- 京成巴士

### 水上巴士
- 東京都公園協會
  - 東京水邊線
    - 荒川遊園碼頭

### 道路
- 國道4號（日光街道、昭和通）
- 明治通
- 尾久橋通
- 尾竹橋通

## 觀光、休閒

### 神社
- 尾久八幡神社（西尾久三丁目）
- 諏方神社（西日暮里三丁目）
- 稻荷神社（荒川三丁目）
- 稻荷神社（町屋二丁目）
- 胡錄神社（南千住八丁目）
- 素盞雄神社（南千住六丁目）
- 猿田彦神社（東日暮里三丁目）
- 石濱神社（南千住三丁目）

### 寺
| - 觀音寺 - 淨正寺 - 真昌寺 - 大聖寺 - 泊船軒 - 福龍寺 - 光明寺 - 慈眼寺 - 龍福寺 | - 碩運寺 - 大林院 - 地藏寺 - 長谷寺 - 寶藏院 - 阿遮院 - 華藏院 - 金相寺 - 淨善寺 - 滿光寺 | - 圓通寺 - 延命寺 - 回向院 - 公春院 - 淨閒寺 - 真正寺 - 真養寺 - 西光寺 - 日慶寺 - 龍延寺 - 延命院 | - 啓運寺 - 經王寺 - 修性院 - 浄光寺 - 正覺寺 - 青雲寺 - 南泉寺 - 法光寺 - 本行寺 - 養福寺 | - 圓能院 - 善性寺 - 本清寺 - 蓮念寺 |

### 公園
- 尾久之原公園
- 汐入公園

### 會廳、文化設施
- Sunpearl荒川（サンパール荒川，荒川區民會館）
- act21（アクト21）
- 日暮里SUNNY HALL（日暮里サニーホール）
- 荒川故鄉文化館（荒川ふるさと文化館）
- 生涯學習中心
- 天文館
- move町屋（ムーブ町屋）
- 町屋文化中心
- 荒川總合運動中心

### 娛樂設施
- 荒川遊園（あらかわ遊園）－隅田川旁
- 荒川區運動中心

## 知名人士

### 藝能
- 龜井繪里－歌手（早安少女組第6期成員）
- 貫地谷栞－女演員
- 皆口裕子－聲優

### 體育
- 北島康介－游泳選手
- 吉澤智惠－排球選手

## 以荒川區為舞台的作品
- 《小紅豆》
- 《小拳王》
- 《巨人之星》
- 《烏龍派出所》
- 《圈套》
- 《人生補時》
- 《荒川爆笑團》
- 《令人讨厌的松子的一生》

## 醫療機關
2009年1月，本司的東京都指定二次救急醫療機關如下。
- 東京女子醫科大學東醫療中心（西尾久2-1-10、東京都災害據點醫院）
- 岡田醫院（荒川5-3-1）
- 木村醫院（町屋2-3-7）
- 佐藤醫院（西尾久5-7-1）

## 防災對策
- 東京都災害據點醫院－478床
- 避難所－61處
- 避難所收容人員－118,016人
- 給水據點保障水量－34,800m3
- 室外擴音器－104處
- 儲存倉庫－40處
- 街頭消火器－約4,700支
- 消防幫浦車－18台
- 救護車－6台

## 車牌號碼
本區屬足立號碼（東京運輸支局）。